# Víctor Griffith
Víctor Alfredo Griffith Mullins (ur. 12 grudnia 2000 w mieście Panama) – panamski piłkarz występujący na pozycji defensywnego pomocnika, reprezentant Panamy, od 2025 roku zawodnik szkockiego St. Johnstone.
Jego brat przyrodni Marcos Sánchez również jest piłkarzem.